# Santa Rita (Guam)
Santa Rita (Chamorro : Sånta Rita) est l'une des dix-neuf villes du territoire des États-Unis de Guam.